# HoneyWorks
HoneyWorks (ハニーワークス Hanīwākusu) ist eine japanische Vocaloid-Gruppe, die im Jahr 2010 gegründet wurde. Seit 2014 existiert eine musikalische Zusammenarbeit mit der Sängerin CHiCO unter dem Titel CHiCO with HoneyWorks.
Das Projekt schrieb und produzierte mehrere Lieder, die im Vor- bzw. Abspann verschiedener Anime-Fernsehserien- und Filmen zu hören sind. Des Weiteren ist HoneyWorks Schöpfer der Kokuhaku Jikkō Iinkai: Ren'ai Series, einem Vocaloid-Projekt, welches mehrfach als Anime adaptiert wurde und einen Romanzyklus hervorbrachte.

## Geschichte
Gegründet wurde das Musikprojekt im Jahr 2010 durch die beiden Komponisten Gom und shito sowie dem Illustrator Yamako. Die Gruppe begann im selben Jahr ihre selbstproduzierten Stücke auf der Plattform Nico Nico zu veröffentlichen.
HoneyWorks ist an der Entstehung der fiktiven Idol-Gruppe Lip × Lip involviert, welche im Jahr 2020 zum zehnjährigen Bestehen des Vocaloid-Projektes eine Umsetzung als Anime-Film erhielt.
Im Mai des Jahres 2014 begann HoneyWorks eine musikalische Zusammenarbeit mit der Sängerin CHiCO. Bis 2020 erschienen drei Alben, die unter dem Namen CHiCO with HoneyWorks erschienen. Zwischen 2010 und 2020 veröffentlichte das Projekt acht weitere Alben. Das im Jahr 2014 veröffentlichte Album I Have Always Liked You stellte dabei das Major-Debüt des Projektes dar.
Diverse Lieder wurden als Vor- bzw. Abspann zu verschiedenen Anime-Fernsehserien und -filmen verwendet.
Das zweite Album von CHiCO with HoneyWorks, welches im Februar 2018 unter dem Titel Watashi o Someru i no Uta erschien, verkaufte sich innerhalb von knapp vier Monaten etwas mehr als 27.000 mal in Japan.
HoneyWorks ist Schöpfer des Medienfranchises Kokuhaku Jikkō Iinkai: Ren'ai Series, welches auf den eigenen produzierten Vocaloid-Songs basiert. Das Franchise erhielt eine Umsetzung als Romanzyklus, drei Anime-Kinofilme, sowie zwei Anime-Fernsehserien.

## Lieder für Anime
HoneyWorks komponierten und produzierten mehrere Lieder, die im Vor- bzw. Abspann von verschiedenen Anime-Fernsehserien zu hören sind. Diese Titel sind:
- 2014: Sekai wa Koi ni Ochiteiru, Vorspann für Blue Spring Ride[9]
- 2015: Ai No Scenario, Vorspann für Kaito Kid[10]
- 2015: Pride Kakumei, Vorspann für Gintama[10]
- 2017: Twins, Vorspann für PriPri Chi-chan!!
- 2017: Kyou Mo Sakura Mau Akatsuki Ni, Vorspann für Gintama
- 2018: Nostalgic Rainfall, Vorspann für After the Rain[11]
- 2018: Hikari Shoumeiron, Abspann für Gintama
- 2019: Otome-domo Yo, Vorspann für Savage Season
- 2020: Kessen Spirit, Abspann für Haikyu!!
- 2021: Minikui Ikimono, Vorspann für Otherside Picnic[12]
- 2021: Gamushara, Vorspann für Boruto: Naruto Next Generations[13]
- 2021: Bōken no Vlog, Abspann für Edens Zero[14]
- 2022: Himitsu Koigokoro, Vorspann für Rent-a-Girlfriend (Staffel 2)[15]
- 2022: Bibitto Love, Abspann für Rikei ga Koi ni Ochita no de Shōmei Shite Mita

## Diskografie
- 2011: Hatsukoi Note
- 2013: Six-String Astrology
- 2014: I Have Always Liked You
- 2014: Am I No Good? ~Confess Your Love Committee Character Song Collection~ (Kompilation)
- 2015: VocaKolle 3 (Coveralbum)
- 2015: The Moment You Fall In Love
- 2015: Sekai wa i ni Michiteiru (CHiCO with HoneyWorks)
- 2017: No Matter How Many Times, I Like You. ~Confess Your Love Committee~ (Kompilation)
- 2018: Watashi wo Someru i no Uta (CHiCO with HoneyWorks)
- 2020: I Like You So Much, It’s Bad. ~Confess Your Love Committee Character Song Collection~ (Kompilation)
- 2020: Matataku Sekai ni i wo Yurase (CHiCO with HoneyWorks)
- 2023: Ne, Sukitte Itaiyo. ~Confess Your Love Committee Character Song Collection~ (Kompilation)